# Castillo Anzur
El castillo Anzur (del árabe castil/'unsur, "castillo y fuente", antiguamente también llamado ar-Ranisul o Arninsul) es una antigua fortaleza hispanomusulmana ubicada a unos seis kilómetros de Puente Genil (provincia de Córdoba, España).
El nombre de Anzur proviene del río que pasa muy cerca con el mismo nombre. Se encuentra a 456 metros de altura, siendo uno de los puntos más altos de la comarca, siendo visible desde numerosos puntos de la Vía Verde de la Subbética. La estructura de la torre es casi cuadrada: 10,33 x 8,72 metros. El castillo y sus alrededores fueron inscritos como Bien de Interés Cultural en 1985. Está representado en el escudo de Puente Genil.

## Historia
Las prospecciones realizadas por Francisco Esojo Aguilar han descubierto restos de cerámica prehistórica datada del Bronce Final, así como de época íbera y romana; actualmente ubicadas en el Museo Histórico Local de Puente Genil.
No obstante, los restos arqueológicos más prominentes corresponden al periodo hispanomusulmán, debido a que en la zona se ubicaba un castillo defensivo del siglo X que albergó en sus alrededores una antigua población de la misma época de unos 2000 metros cuadrados. En algunos puntos todavía se pueden apreciar restos de la muralla que protegía al castillo. En el siglo XII los almorávides edificaron la torre de tapial. Las principales vías de comunicación que pasaban por el castillo provenían de Aguilar de la Frontera (llamada antiguamente Poley) y de Estepa (Istabba).
En las cercanías del castillo se produjo la batalla de Arnizol en 1126 entre Alfonso I de Aragón, que se encontraba en una expedición militar por Andalucía, y los almorávides, que lo veían como un intruso en su territorio. Los cristianos resultaron victoriosos en la batalla, aunque regresaron al Reino de Aragón sin nuevos territorios conquistados y Anzur continuó siendo islámico.
El monarca Fernando III el Santo lo conquistó finalmente mediante pacto entre 1240 y 1241 y fue el encargado de su posterior repoblación. Una vez parte de los territorios castellanos, perteneció al concejo cordobés hasta que éste decidió entregarlo en 1258 al obispado de Córdoba, quedando el obispo como único propietario del Señorío de Castillo Anzur hasta el primer tercio del siglo XIV, pasando entonces a la Corona. La extensión del mismo (cuya forma se asemejaba a un triángulo), tendría los siguientes límites aproximados: al sudeste el curso del río Genil desde Badolatosa hasta el Castillo de Alhonoz; al norte, desde éste punto y pasando por la Villa Romana de Fuente Álamo, hasta quedar a unos 2 km de distancia de Moriles; y desde ahí, dirección sur hasta Badolatosa. Ya en 1356, Pedro I de Castilla lo donó a Vasco Alfonso de Sousa, quien a su vez lo intercambió con Gonzalo Fernández de Córdoba y Biedma, por la torre-castillo de Almenara (Peñaflor) en 1372, vinculándose definitivamente a la casa de Aguilar.
El castillo estuvo ubicado en la frontera entre la Corona de Castilla y el Reino nazarí de Granada durante mucho tiempo, por lo que su situación resultaba muy estratégica. Por este motivo geográfico, el rey Fernando el Católico estableció su campamento cerca del castillo durante la Guerra de Granada, tanto en el año 1482 como en 1485. Esta zona fue desde entonces conocida como Campo Real. Comenzó a perder habitantes a raíz de la creación de la villa de La Puente de Don Gonzalo, actual Puente Genil, que se había fundado como recuerdo de la victoria sobre los musulmanes.

Representación aproximada del Señorío de Castillo Anzur a finales del S. XIII. Aunque en el mapa se ha situado La Puente de Don Gonzalo, ésta no aparecería hasta finales del S. XV.

El caserío de Castil Anzur […] es propiedad del duque de Medinaceli y tiene dehesa y coto, un palacio espacioso en el que vive el alcaide, otras casas separadas para los guardas, una atalaya de moros y varios caseríos. Ocupa una legua en cuadrado, comprende varios cortijos y doce mil fanegas de tierra muy fértil y a propósito para la cría de ganado.
Pascual Madoz, 1850.

## Restauración
La fortaleza se encontraba en muy malas condiciones, con distintos grafitis en sus muros y basura a su alrededor e incluso con riesgo de desprendimiento. Sin embargo, el Ayuntamiento de Puente Genil realizó la restauración de la torre vigía, que comenzó en verano de 2008 y terminó en 2011, bajo las órdenes del arquitecto Juan José Pérez Borbujo.
La segunda fase programada preveía la adecuación de su entorno, señalización y accesos, y la puesta en valor con un proyecto de musealización para su visita. Esta segunda fase no llegó a producirse debido a la negativa por parte de la Junta de Andalucía para intervenir.